# Ogema (Saskatchewan)
Ogema è un comune del Canada, situato nella provincia del Saskatchewan, nella divisione No. 2.